# Ковалеве (Криворізький район)
Ковале́ве — село в Україні, у Девладівській сільській громаді Криворізького району Дніпропетровської області.
Населення — 11 мешканців.

## Географія
Село Ковалеве знаходиться на відстані 1,5 км від села Мар'є-Дмитрівка. По селу протікає пересихаючий струмок з загатою.

## Населення

### Мова
Розподіл населення за рідною мовою за даними перепису 2001 року:
| Мова       | Відсоток |
| ---------- | -------- |
| українська | 90,9 %   |
| російська  | 9,1 %    |

## Інтернет-посилання
- Погода в селі Ковалеве [Архівовано 20 Грудня 2011 у Wayback Machine.]

1. ↑  Рідні мови в об'єднаних територіальних громадах України — Український центр суспільних даних